# Élection présidentielle camerounaise de 1997
L'élection présidentielle camerounaise de 1997 s'est tenue le 12 octobre 1997. Le président sortant, Paul Biya, est très largement réélu.

## Contexte
Les principaux partis d'opposition boycottent le scrutin, ce qui permet à Paul Biya d'être réélu très largement.

## Résultats
Paul Biya est réélu avec 92,6% des suffrages.
| Candidat               | Candidat               | Parti                                                | Voix      | %       |
| ---------------------- | ---------------------- | ---------------------------------------------------- | --------- | ------- |
|                        | Paul Biya              | Rassemblement démocratique du peuple camerounais     | 3 167 820 | 92,57 % |
|                        | Henri Hogbe Nlend      | Union des populations du Cameroun                    | 85 693    | 2,5 %   |
|                        | Samuel Eboua           | Mouvement pour la défense de la République           | 83 506    | 2,44 %  |
|                        | Albert Dzongang        | Parti populaire pour le développement                | 40 814    | 1,19 %  |
|                        | Joachim Tabi Owono     | Action pour la méritocratie et l'égalité des chances | 15 817    | 0,46 %  |
|                        | Antoine N’Demannu      | Rassemblement démocratique du peuple sans frontière  | 15 490    | 0,45 %  |
|                        | Gustave Essaka         | Démocratie Intégrale du Cameroun                     | 12 915    | 0,38 %  |
| Votes blancs/invalides | Votes blancs/invalides | Votes blancs/invalides                               | 84 890    | -       |
| Total                  | Total                  | Total                                                | 3 506 945 | 100 %   |